# From Buraka to the World
From Buraka to the World é o EP de estreia dos Buraka Som Sistema. Originalmente lançado no verão de 2006, pela Enchufada, é um disco pioneiro pela fusão de kuduro com outros estilos de música de dança eletrónica, como o house e o techno. 

## Contexto
Para a residência que mantinham no Clube Mercado, a banda começou a fazer edits e remisturas de temas de kuduro.
O frenesim à volta dos Buraka Som Sistema foi crescendo ao longo de 2006, mas no ano anterior a banda já começara as suas explorações ao vivo, tendo tocado no Lux, em Lisboa, e na Casa da Música, no Porto.
Em junho, o Ipsilon (suplemento cultural do jornal Público) colocou a banda na capa. Mais tarde, o jornalista Vítor Belanciano reconheceu o seu papel como "cúmplice no trabalho de impulsionamento" da banda. No mês seguinte, ainda sem EP editado, os Buraka tocaram no Hype@Tejo, um festival de música eletrónica em Lisboa, onde também figuravam nomes como os Hot Chip e os Massive Attack. Na reportagem para o Disco Digital, o concerto foi descrito como "o melhor momento do festival". Entretanto, também participaram no documentário Lusofonia, a (R)evolução, desenvolvido pela delegação portuguesa da Red Bull Music Academy.
O EP foi precedido pelo lançamento dos singles "Yah!" e "Sem Makas", que foram editados em formato 7'' numa edição promocional lançada no âmbito da iniciativa Red Bull Music Academy em Portugal. Impressa em cartão reciclado, a primeira edição do EP apresentava uma capa diferente em cada unidade, mas as 500 cópias não chegaram para a procura, esgotando rapidamente.

## Receção e reconhecimento
A crítica teve alguma dificuldade em definir o som do EP, que bebia da estrutura rítmica do kuduro e de influências do baile funk, mas chegava revestido de géneros como o house e techno. No site Bodyspace, por exemplo, Rafael Santos escreveu que a música do EP "pulsa vida alienígena, uma energia estranha, progressiva". Na Blitz, o jornalista Miguel Cadete descreveu-o como "mais fascinante disco estranho do ano". Foram os próprios Buraka Som Sistema que apelidaram a sua fusão sonora como "kuduro progressivo".
	O álbum foi considerado um dos melhores discos portugueses de 2006 para a Blitz, com Cadete a escrever que "pelo posicionamento, tão raro em Portugal, este é um EP para a história". Na rádio Oxigénio, a equipa da estação especializada em música eletrónica elegeu de forma quase unânime o EP como um dos melhores discos de 2006 e "Yah!" como uma das canções desse ano.
O trabalho garantiu a nomeação da banda para os MTV Europe Music Awards, na categoria de Melhor Banda Revelação da Europa em 2007 e, ainda, na de Melhor Artista Português por dois anos consecutivos, em 2007 e 2008, levando o troféu para casa à segunda tentativa, ainda sem álbum de estreia.
Em 2018, a Antena 3 produziu um mini-documentário sobre "Yah!" para a série Na Pista das Canções, em que Branko e Pité desmontam as várias camadas sonoras da canção.

### Reedições

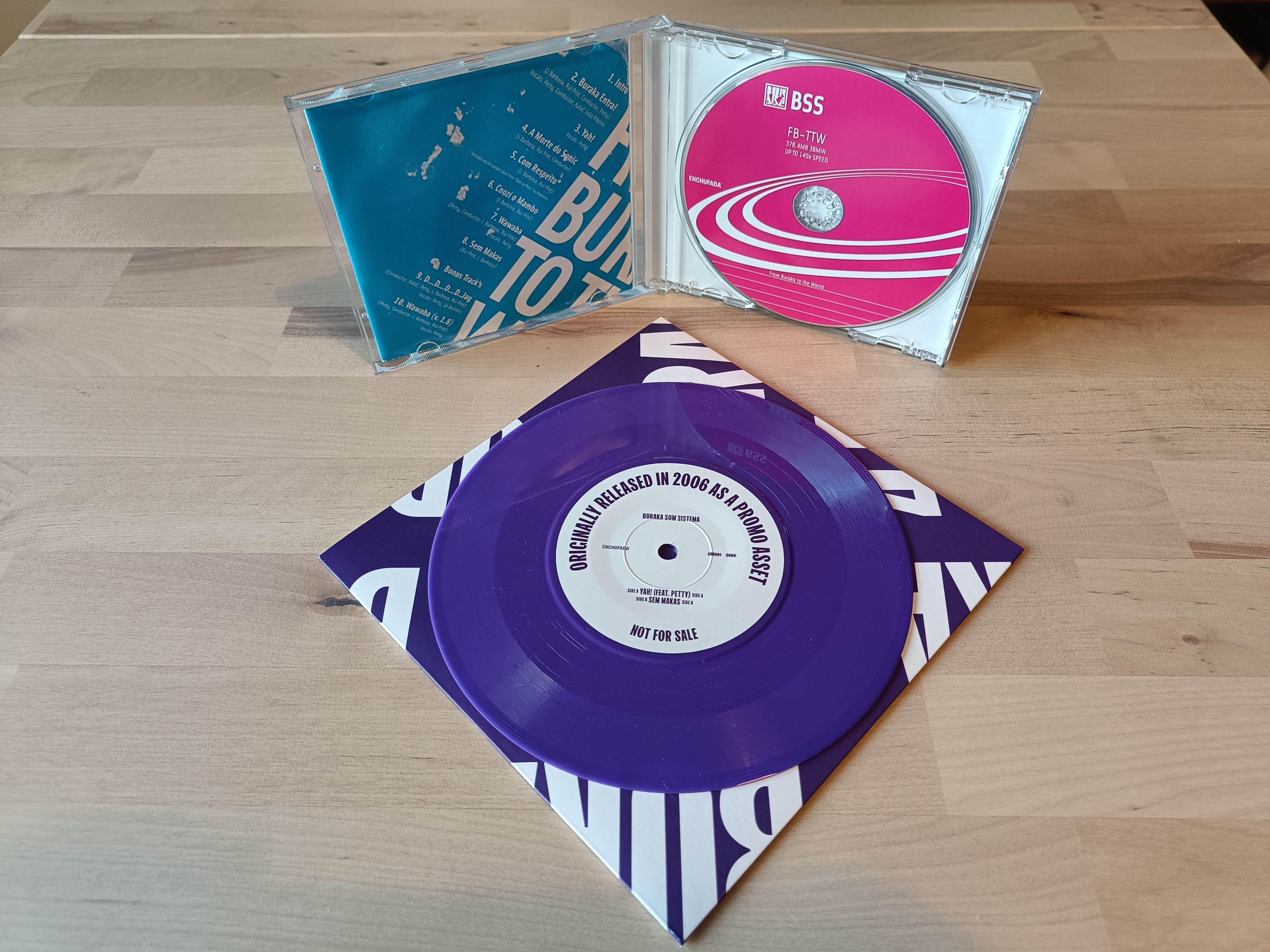
From Buraka to the World em CD (reedição de 2007) e single "Yah! (feat. Petty)"/"Wawaba" em vinil roxo (reedição de 2021)

Em abril de 2007, o EP foi reeditado numa versão ampliada que incluía dois novos temas (o inédito "D...D...D...D..Jay" e uma revisão de "Wawaba"), passando a contar com a distribuição da SonyBMG. O registo voltou às lojas em 2012, como parte da edição de colecionador que reuniu a discografia da banda lançada até então. Em 2021, a edição física do álbum ao vivo "Buraka 4 Ever" incluiu uma tiragem limitada do single em vinil, assinalando o 15º aniversário do seu lançamento.

### Concertos: a internacionalização dos Buraka Som Sistema
A receção ao EP fez de 2006 um verão quente para os Buraka, que continuaram a saga de prestações ao vivo. Depois de passarem pelo Festival de Músicas do Mundo, em Sines, estrearam-se num dos maiores festivais de verão portugueses à altura, o Sudoeste. Na noite de 5 de agosto de 2006, tiveram a ingrata tarefa de tocarem num palco secundário enquanto os Daft Punk encabeçavam o evento. Blaya, que ainda não fazia da banda, esteve na plateia. Em setembro, o concerto dos Buraka na discoteca Lux provocou uma das maiores enchentes do estabelecimento até então. Dois meses depois, fizeram parte do alinhamento do primeiro evento de dubstep em Lisboa.
Em 2007, os Buraka apresentaram o EP na edição inaugural do festival Optimus Alive e regressaram à Zambujeira do Mar, com honras de encerramento do palco principal do festival Sudoeste, num concerto que colocou a banda como protagonista do alinhamento desse dia, à frente dos Cypress Hill. Depois de um início de ano cheio de atuações internacionais, 2007 marcou, ainda, a estreia do grupo nos grandes festivais europeus, ao tocarem no britânico Glastonbury e no dinamarquês Roskilde.

## Alinhamento
| Edição original de 2006 |                      |         |  |
| N.º                     | Título               | Duração |  |
| 1.                      | "Intro"              | 0:32    |  |
| 2.                      | "Buraka Entra!"      | 4:44    |  |
| 3.                      | "Yah! (feat. Petty)" | 3:28    |  |
| 4.                      | "A Morte Do Sonic"   | 4:05    |  |
| 5.                      | "Com Respeito"       | 4:11    |  |
| 6.                      | "Coozi o Mambo"      | 3:33    |  |
| 7.                      | "Wawaba"             | 3:37    |  |
| 8.                      | "Sem Makas"          | 5:51    |  |

| Faixas bónus (reedição de 2008) |                       |         |  |
| N.º                             | Título                | Duração |  |
| 9.                              | "D...D...D...D...Jay" | 3:47    |  |
| 10.                             | "Wawaba (v. 1.8)"     | 3:39    |  |